# Sophronica infrafusca
Sophronica infrafusca är en skalbaggsart som beskrevs av Stefan von Breuning 1950. Sophronica infrafusca ingår i släktet Sophronica och familjen långhorningar. Inga underarter finns listade i Catalogue of Life.